# Haarlemmerbuurt (Amsterdam)
De Haarlemmerbuurt is een buurt in Amsterdam, in de Nederlandse provincie Noord-Holland, onderdeel van het stadsdeel Centrum. De as van de buurt wordt gevormd door de Haarlemmerdijk en Haarlemmerstraat. De buurt wordt aan de zuidzijde begrensd door de Brouwersgracht, aan de westzijde door de Singelgracht, aan de noordzijde door de spoordijk en aan de oostzijde door het Singel.

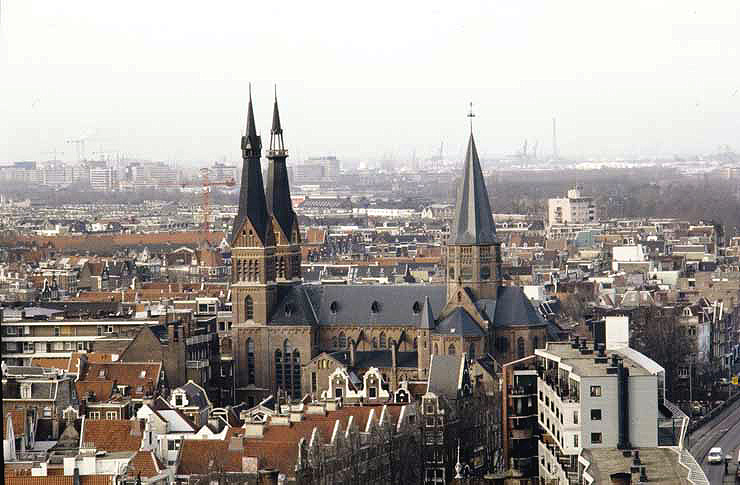
Overzicht van de Haarlemmerbuurt met de Posthoornkerk.

Het Haarlemmerplein en -poort liggen aan het westelijke einde van de buurt. Aan de noordzijde lagen vroeger houtopslagplaatsen, daarom heette dit deel de Haarlemmer Houttuinen. Met de aanleg van de spoorlijn tussen Singelgracht en Centraal Station in 1878 werd dit de noordelijke begrenzing.

In de jaren zeventig is er langs de spoorlijn een brede uitvalsweg aangelegd, waarvoor een groot deel van de Haarlemmer Houttuinen en een deel van de bebouwing aan het Haarlemmerplein werden afgebroken. Hierdoor verloor dit plein zijn samenhang. Inmiddels staat er nieuwe bebouwing.